# Siêu nhân Trung Quốc
Siêu nhân Trung Quốc (tiếng Trung: 中國超人, Inframan) là một bộ phim nhựa siêu anh hùng dạng tokusatsu của Hồng Kông sản xuất bởi Hãng phim Anh em Shaw 1975. Phim dựa trên những chương trình tokusatsu thành công lớn của Nhật Bản là Ultraman và Kamen Rider.
Bộ phim có vai trò quan trọng:
- Là phim siêu anh hùng đầu tiên của Trung Quốc
- Là phim đầu tiên ở Hồng Kông dùng khí cầu khí nóng

Đạo diễn bộ phim là Hua Shan, viết bởi nhà văn viễn tưởng Ni Kuang, sản xuất bởi Runme Shaw và thuật quay phim bởi Tadashi Nishimoto (vai Lan Shan Ho). Có một sự giúp đỡ nhỏ từ Nhật Bản, như nhạc phim lấy từ Ultra Seven (1967) và Mirrorman (1971)
Năm tiếp theo, Joseph Brenner mang phim này tới Mỹ, và đổi tên thành Infra-Man (hay Inframan).

## Nhân vật

### Vai chính
- Lei Ma/Inframan (雷馬/中国超人) Anh hùng. Thể hiện bởi Danny Lee (vai Li Hsiu Hsien)
- Giaó sư Liu Ying De (劉英徳) Thể hiện bởi Wang Hsieh
- Mei Mei (美美) Diễn bởi Yuen Man Chi
- Xiao Hu (小虎)
- Lin Lin (琳琳)
- Zhu Qi Guang (朱啓光)
- Lu Xiao Long (呂小龍) Thể hiện bởi Bruce Le
- Zhu Ming (祝明) Thể hiện bởi Lam Man Wai

### Phản diện
- Công chúa quỷ Elzebub (冰河魔主) Phản diện chính, thủ lĩnh của Inner-Earth.
  - Diễn bởi Terry Lau Wai Yue
- Mắt phù thủy (電眼魔女)
- Cốt tinh (白骨幽靈)

### Băng quái (冰河怪獸)
- Hoả Long (噴火龍)
- Nhện tinh (蜘蛛怪)
- Mộc tinh (植物怪)
- Tay khoan (穿山怪)
- Yêu quái tóc dài (長髮怪)
- Thiết giáp tinh (鐵甲怪)